# Ribbelsteek

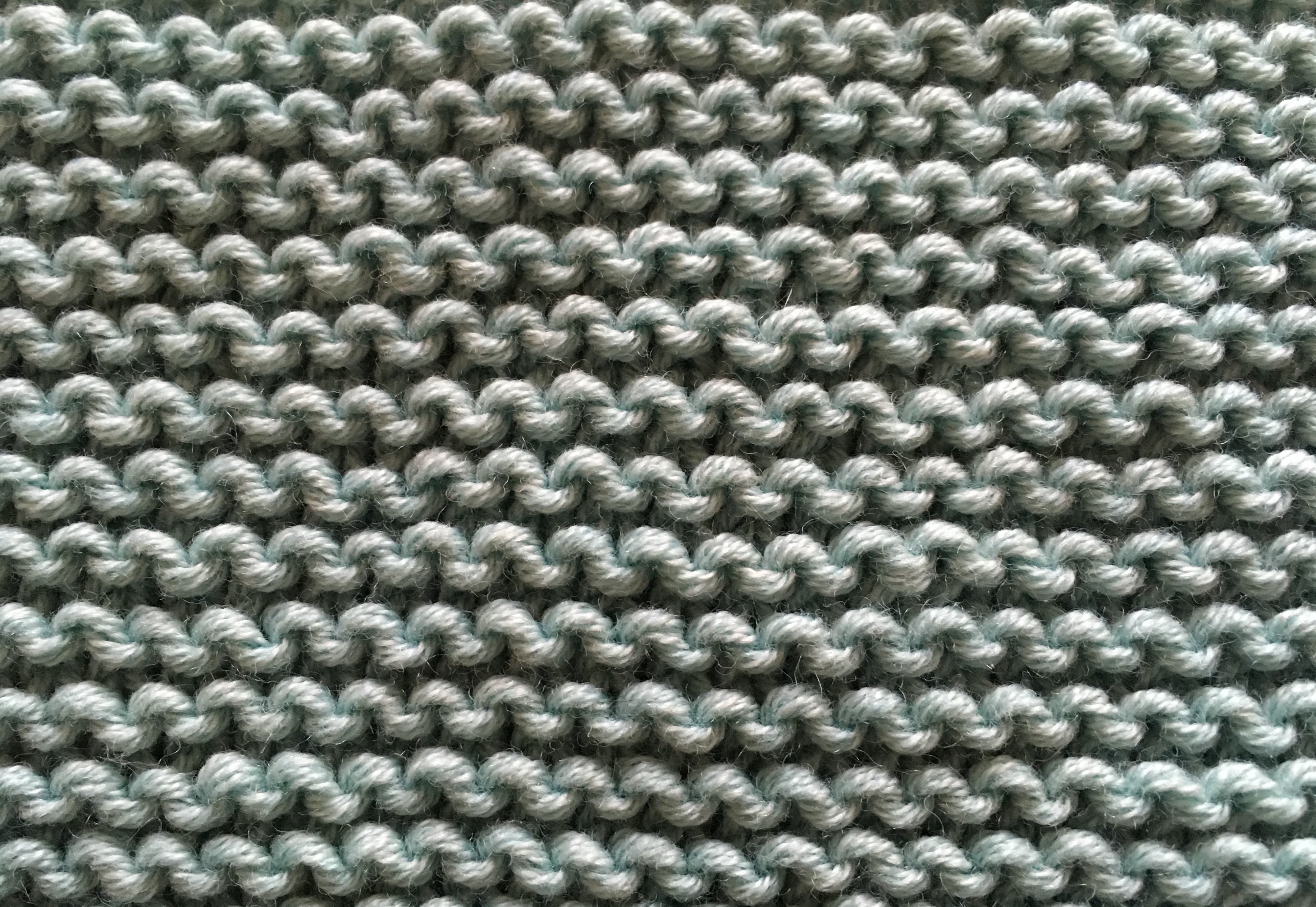
Ribbelsteek

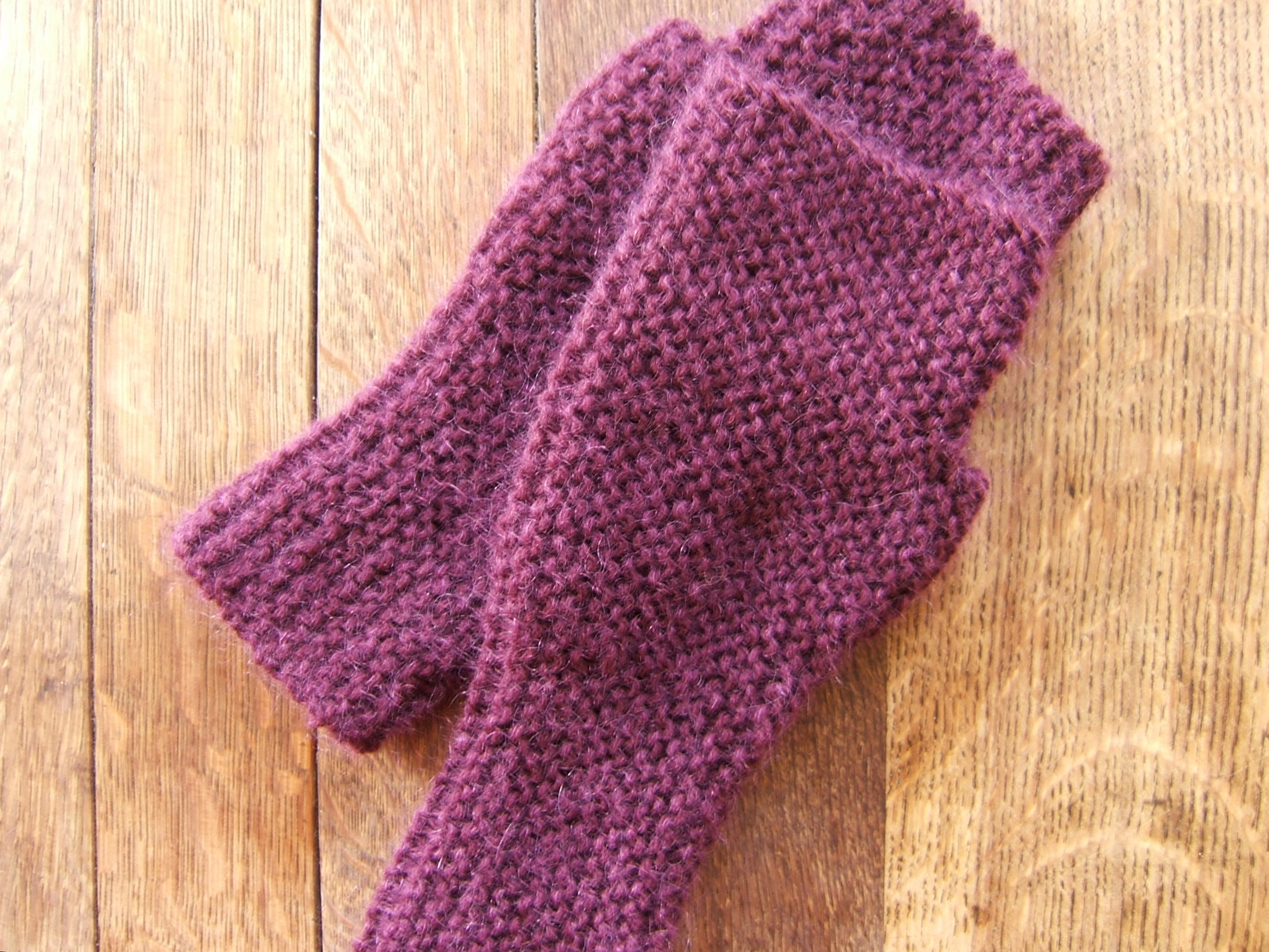
Wanten gebreid in de ribbelsteek

De ribbelsteek is een eenvoudige breisteek. De steek bestaat uit het uitvoeren van telkens dezelfde, rechte steek. Bij het gebruik van steeds dezelfde, averechte, steek, ontstaat hetzelfde resultaat. Beide kanten van het breiwerk zien er hetzelfde uit. Tussen de rij met ribbels ligt een verdiepte rij steken.
Omdat de steek zo eenvoudig is, is het de steek waar beginnende breiers het eerst mee te maken krijgen.
Bij het rondbreien worden de ribbels gemaakt door afwisselen een toer recht en een toer averecht te breien.
Het breiwerk met de ribbelsteek is in de richting loodrecht op de breirichting zeer elastisch. Dit in analogie van de boordsteek, die juist dwars daarop heel elastisch is. Breiwerk met de ribbelsteek heeft weinig neiging om te krullen.

## Wetenswaardigheden
De averechte kant van een breiwerk met de tricotsteek heeft ook ribbels, maar die zitten 2x zo dicht op elkaar. Bovendien is het breiwerk in de tricotsteek minder elastisch.